# 47 Tauri
47 Tauri, som är stjärnans Flamsteed-beteckning, är en dubbelstjärna belägen i den södra delen av stjärnbilden Oxen. Den har en kombinerad skenbar magnitud på ca 4,89 och är svagt synlig för blotta ögat där ljusföroreningar ej förekommer. Baserat på parallaxmätning inom Hipparcosuppdraget på ca 9,8 mas, beräknas den befinna sig på ett avstånd på ca 330 ljusår (ca 102parsek) från solen. Den rör sig närmare solen med en heliocentrisk radialhastighet av ca -8 km/s.

## Egenskaper
Primärstjärnan 47 Tauri A är en gul till vit jättestjärna av spektralklass G5 III. Den har en radie som är ca 13 solradier och utsänder ca 121 gånger mera energi än solen från dess fotosfär vid en effektiv temperatur på ca 5 100 K.
47 Tauri är en visuell dubbelstjärna, vilket innebär att de två stjärnorna kan upplösas, och deras bana härledas från de två stjärnornas positioner. Följeslagaren är troligtvis en vit stjärna i huvudserien av spektraltyp A och av magnitud 7,3. De två stjärnorna är separerade med ungefär 1,3 bågsekunder, och på grund av deras stora separation har de en omloppsperiod av ca 479 år.